# Brachystelma pullaiahii
Brachystelma pullaiahii är en oleanderväxtart som beskrevs av B.R.P.Rao, K.Prasad, Sadas., S.K.Basha, M.V.S.Babu och Prasanna. Brachystelma pullaiahii ingår i släktet Brachystelma och familjen oleanderväxter. Inga underarter finns listade i Catalogue of Life.